# Дворана Железник
Дворана Железник је кошаркашка дворана у Београду, Србија. Дворана се налази у насељу Железник у општини Чукарица. Капацитет дворане је 3.000 места.
Уз сав пратећих садржај укупна површина дворане Железник је 4.500 m², а поред велике дворана ту су још хидромасажни блок, медицинско-дијагностички центар, теретана површине 200 m², као и хотел површине 1.000 m² намењен за смештај кошаркаша.
Ову дворану је до 2011. користио ФМП Железник, када је дошло до интеграције са Црвеном звездом, која сада дворану користи за тренинге и повремено утакмице. Од јануара 2013. дворану за домаће утакмице користи ФМП Београд, тј. бивши Раднички ФМП који је добио ново име.
Током Летње универзијаде 2009. дворана је била домаћин неколико кошаркашких утакмица. У дворани је такође 2011. одржан финални турнир Куп Радивоја Кораћа, националног кошаркашког купа Србије.